# Ormosia decussata
Ormosia decussata là một loài ruồi trong họ Limoniidae. Chúng phân bố ở miền Tân bắc.